# Бад Вилдунген
Бад Вилдунген (на немски: Bad Wildungen) е град в Германия, във федералната провинция Хесен. Населението му е 17 780 души (30 юни 2007). Заема площ от 120,08 km². Разделя се на 10 градски района.
Градът е известен с няколкото си музея, добре развития туризъм и най-вече евангелистката църква с едно от най-старите изображения, на които може да се види употребата на очила.